# 사키야마역
사키야마역(일본어: 崎山駅)은 일본 후쿠오카현 미야코 군 미야코정에 위치한 헤이세이 지쿠호 철도 다가와 선의 철도역이다. 상대식 승강장 2면 2선의 구조를 갖춘 지상역이다.

## 타는 곳
| 1 | ■ 다가와 선 | (■ 이타 선 직통) 하행 | 다가와이타 · 노가타 방면 |
| 2 | ■ 다가와 선 | 상행                  | 도요쓰 · 유쿠하시 방면   |

## 역 주변
- 이마가와 강
- 후쿠오카 현도 34호 유쿠하시소에다 선

## 역사
- 1954년 4월 20일 : 일본국유철도의 사키야마 신호장으로서 개업.
- 1956년 8월 11일 : 역으로 승격.
- 1987년 4월 1일 : 일본국유철도 분할 민영화에 의해, 규슈 여객철도에 승계.
- 1989년 10월 1일 : 헤이세이 치쿠호 철도로 이관.

## 인접 역
| 헤이세이 지쿠호 철도 ■ 다가와 선 | 헤이세이 지쿠호 철도 ■ 다가와 선 | 헤이세이 지쿠호 철도 ■ 다가와 선 |
| -------------------------------- | -------------------------------- | -------------------------------- |
| 사이가와 유쿠하시 방면           | ■ 다가와 선                      | 겐지노모리 다가와이타 방면       |